# Vành đai lửa Thái Bình Dương

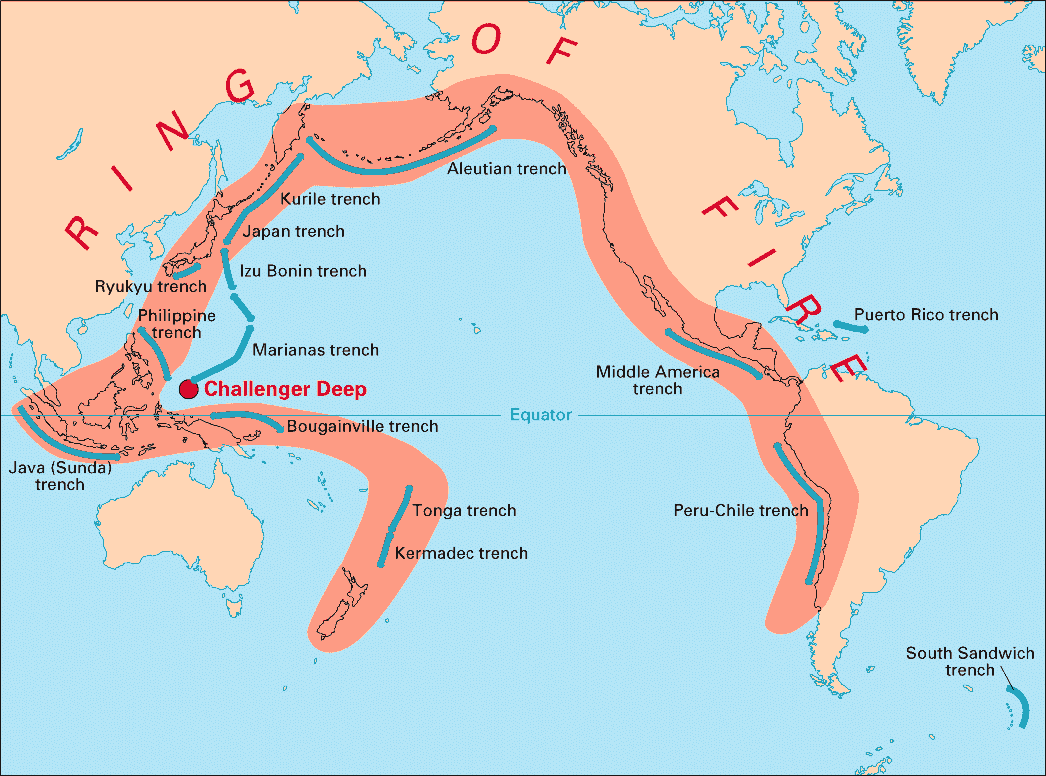
Vành đai núi lửa cảnh thực

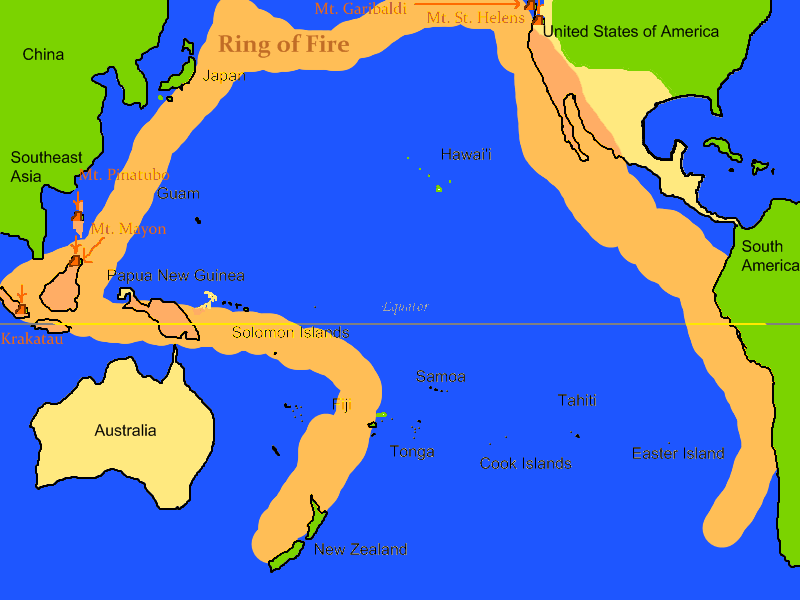
5 ngọn núi lửa trên vành đai: Mayon, Krakatau (Krakatoa), Helens, Pinatubo, Garib

Vành đai lửa Thái Bình Dương, được gọi đầy đủ là Vành đai núi lửa Thái Bình Dương là 1 khu vực hay xảy ra động đất và các hiện tượng phun trào núi lửa bao quanh vòng lòng chảo Thái Bình Dương. Nó có hình dạng tương tự vành móng ngựa và dài khoảng 40.000 km. Nó gắn liền với 1 dãy liên tục các rãnh đại dương, vòng cung quần đảo, các dãy núi lửa và/hoặc sự chuyển động của các mảng kiến tạo. Đôi khi nó còn được gọi là vành đai địa chấn Thái Bình Dương.
Khoảng 71% các trận động đất có cường độ mạnh nhất thế giới diễn ra tại vành đai lửa này. Vành đai Anpơ, kéo dài từ Java tới Sumatra qua dãy núi Himalaya, Địa Trung Hải và tới tận Đại Tây Dương chiếm khoảng 17%, còn vành đai sống núi giữa Đại Tây Dương là vành đai chiếm vị trí thứ 3 về động đất.
Vành đai lửa Thái Bình Dương là hệ quả trực tiếp của các hoạt động kiến tạo địa tầng và của sự chuyển động và va chạm của các mảng lớp vỏ Trái Đất. Phần phía Đông của vành đai này là kết quả của sự chìm lún xuống dưới của các mảng Nazca và mảng Cocos do sự chuyển động về phía Tây của mảng Nam Mỹ. Một phần của mảng Thái Bình Dương cùng với mảng kiến tạo nhỏ Juan de Fuca cũng đang bị chìm lún xuống dưới mảng Bắc Mỹ. Dọc theo phần phía Bắc thì chuyển động theo hướng Tây Bắc của mảng Thái Bình Dương đang làm nó chìm lún xuống dưới vòng cung quần đảo Aleutia. Xa hơn nữa về phía Tây thì mảng Thái Bình Dương cũng đang bị lún xuống dưới dọc theo vòng cung Kamchatka - quần đảo Kuril trên phần phía Nam Nhật Bản. Phần phía nam của vành đai này là phức tạp hơn với 1 loạt các mảng kiến tạo nhỏ đang va chạm với mảng kiến tạo Thái Bình Dương từ khu vực quần đảo Mariana, Philippines, Bougainville, Tonga và New Zealand. Indonesia nằm giữa vành đai lửa Thái Bình Dương (chạy dọc theo các đảo phía Đông Bắc, gần với và bao gồm cả New Guinea) và vành đai Anpơ (chạy dọc theo phía Nam và Tây từ Sumatra, Java, Bali, Flores và Timor). Trận động đất tháng 12/2004 gần bờ biển Sumatra trên thực tế thuộc một phần của vành đai Anpơ. Khu vực đứt gãy San Andreas nổi tiếng và đang hoạt động gần California là đứt gãy chuyển dạng đang bù lại một phần của đới nâng đông Thái Bình Dương dưới khu vực Tây Nam Hoa Kỳ và México.
1 loạt các vùng đất và các điểm đặc trưng của đại dương nằm trong vành đai lửa Thái Bình Dương, liệt kê theo chiều kim đồng hồ:
- New Zealand
- Rãnh Kermadec
- Rãnh Tonga
- Rãnh Bougainville
- Indonesia
- Philippines
- Rãnh Philippines
- Rãnh Yap
- Rãnh Mariana
- Rãnh Izu Bonin
- Rãnh Lưu Cầu
- Nhật Bản
- Rãnh Nhật Bản
- Rãnh Kuril-Kamchatka
- Bán đảo Kamchatka
- Quần đảo Aleutia
- Rãnh Aleutia
- Alaska
- Dãy núi Cascade
- California
- México
- Rãnh Trung Mỹ
- Guatemala
- Colombia
- Ecuador
- Peru

## Chile
Hoạt động động đất ở Chile có liên quan đến quá trình di chuyển mảng Nazca ở phía Đông. Chile đặc biệt là giữ kỷ lục về trận động đất lớn nhất từng được ghi nhận, trận động đất năm 1960 Valdivia. Villarrica, 1 trong những núi lửa hoạt động mạnh nhất của Chile, lên trên Hồ Villarrica và thị trấn Villarrica. Đây là phía Tây của 3 núi lửa lớn mà xu hướng vuông góc với chuỗi Andean. 1 miệng núi lửa rộng 6 km hình thành trong cuối kỷ Pleistocene, > 0,9 triệu năm trước.
Chile đã trải qua rất nhiều núi lửa phun trào từ núi lửa 60, bao gồm núi lửa Llaima và núi lửa Chaitén. Gần đây hơn, 1 trận động đất 8,8 độ richter xảy ra miền trung Chile vào ngày 27/2/2010, núi lửa Puyehue-Cordon Caulle phun trào vào năm 2011 và 1 trận động đất 8,2 độ richter xảy ra phía bắc Chile vào ngày 1/4/2014, các mainshock được đi trước bởi một số lượng vừa phải những cú sốc lớn và được theo sau bởi một số lượng lớn các cơn dư chấn từ trung bình đến rất lớn, bao gồm cả sự kiện M7.6 vào ngày 3 tháng 4. [10]

## Bolivia
Nước Bolivia có rất nhiều núi lửa đang hoạt động và ngừng hoạt động trên toàn lãnh thổ của mình. Các núi lửa hoạt động nằm ở phía Tây Bolivia, nơi được tạo nên Tây Cordillera, giới hạn phía tây của cao nguyên Altiplano. Nhiều người trong số các núi lửa hoạt động là núi "quốc tế chia sẻ" với Chile. Tất cả núi lửa Kainozoi của Bolivia là một phần của núi lửa Khu Trung (CVZ) của Andean đai núi lửa mà kết quả do quá trình tham gia trong quá trình di chuyển mảng Nazca dưới mảng Nam Mỹ. Núi lửa Khu Trung là 1 tỉnh núi lửa Kainozoi trên chính. [11] Ngoài núi lửa Andean, địa chất của Bolivia còn có núi lửa cổ xưa ở Tiền Cambri, Guaporé lá chắn ở phía đông của đất nước.

## Trung Mỹ

### Costa Rica
Một trận động đất mạnh, cường độ 7.6 làm rung chuyển Costa Rica và một vùng rộng lớn ở Trung Mỹ tại 08:42 (10:42 EDT; 1442 GMT) hôm 9/5/2012.

## Nhật BảnvàEcuador
1 trận động đất với cường độ 7 tại đảo Kyushu đã xảy ra vào ngày 16/4/2016 (tiền chấn vào 2 ngày trước với cường độ 6,2) và ở Ecuador với cường độ 7,8 cùng ngày. Tuy cùng nằm trên Vành đai lửa Thái Bình Dương, nhưng trên 2 mảng kiến tạo khác, cách nhau rất xa, nên các nhà khoa học theo kiến thức hiện tại cho là chỉ tình cờ, chứ không liên quan với nhau.